# محمد رجائیان
محمد رجائیان (۱۳۱۵) نماینده حوزه زنجان استان زنجان در مجلس اول شورای اسلامی بود.
| دوره نمایندگی | تعداد رای | درصد آراء |
| ------------- | --------- | --------- |
| اول           | ۳۰٬۰۷۴    | ۵۳٫۹      |

.
رجائیان در زمان انتخاب به نمایندگی دارای مدرک کارشناسی ارشد ریاضیات بود.